# Sách thông minh

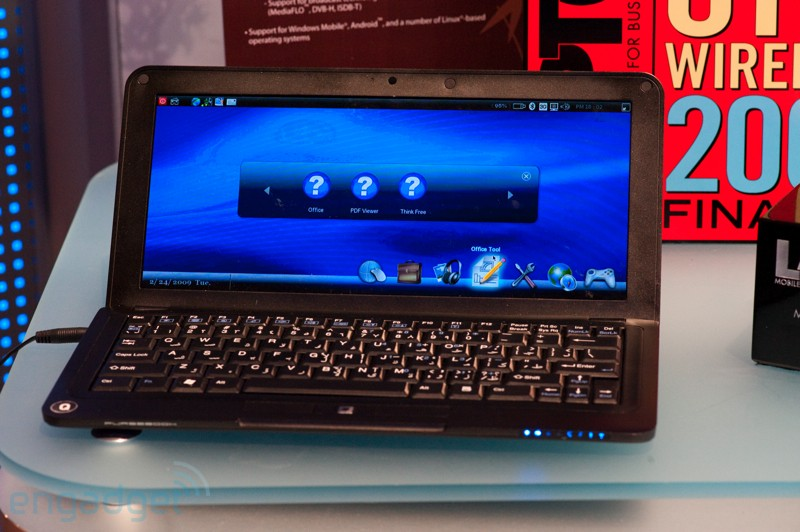
Wistron Pursebook, với CPU ARM Snapdragon 1 GHz (tháng 4 năm 2009).

Sách thông minh (tiếng Anh: smartbook) là một loại thiết bị di động kết hợp một số tính năng của điện thoại thông minh và netbook, được sản xuất từ năm 2009 đến 2010.
Một công ty Đức đã bán máy tính xách tay dưới thương hiệu Smartbook và sở hữu nhãn hiệu này ở nhiều quốc gia (không bao gồm một số thị trường lớn như Hoa Kỳ, Trung Quốc, Nhật Bản hoặc Ấn Độ). Công ty này đã tìm cách để ngăn chặn những người khác sử dụng thuật ngữ smartbook. Smartbook có xu hướng thiết kế cho mục đích giải trí hơn là năng suất và mục tiêu hoạt động các ứng dụng trực tuyến.
Sự ra đời của các máy tính bảng Android và iPad, cùng với sự phổ biến của máy tính để bàn và máy tính xách tay thông thường đã thay thế smartbook.